# Ernst von Wendt
Ernst Constantin Willehad von Wendt, född 2 november 1877 i Helsingfors, död där 29 september 1939, var en finländsk tidningsman och författare, bror till Georg von Wendt.

## Biografi
Ernst von Wendt var son till översten Fredrik Willehad von Wendt och friherrinnan Fanny Elisabeth von Born. Efter studentexamen 1896, var han 1907–1918 ansvarig redaktör för Åbo underrättelser och blev 1920 huvudredaktör för Veckans krönika. Han var även medarbetare i Hufvudstadsbladet och Finlandskorrespondent för flera Stockholmstidningar.
von Wendt deltog i förhandlingarna på riddarhuset 1904–1906 och var 1918 chef för militärguvernörens över Åland kansli samt augusti–november samma år sakkunnig i Internationella Ålandskommissionen (om Ålandsbefästningarnas demolering).

### Skönlitteratur
- Den indiska dosan ... ett politiskt fantasteri. Helsingfors. 1922. Libris 3164314
- Pensionatet Skogshyddan : historien om en yngre lektors sommarnöje, berättad av honom själv. Helsingfors: Söderström. 1922. Libris 3053883. http://www.doria.fi/handle/10024/128134
- Segrare : en bok om två människoöden. Helsingfors: Söderström. 1922. http://www.doria.fi/handle/10024/128203
- Emanuelssons på resa : en berättelse om gamla vänner och nya och om yngre lektorn. Helsingfors: Söderström. 1923. Libris 3164307. http://www.doria.fi/handle/10024/128198
- I kamp mot dunkla makter : en finländsk brottmålsroman. Helsingfors: Söderström. 1924. Libris 3164313. http://www.doria.fi/handle/10024/128201
- Fiendemakter i det fördolda : äventyrsroman mot verklighetens bakgrund. Helsingfors: Söderström. 1926. Libris 3164308

### Varia
- Postfrågan : öfversikt intill 1899 .. : en utredning. Helsingfors. 1905. Libris 3164320
- När socialismen segrat : Eugen Richters "Socialdemokratiska framtidsbilder : fritt efter Bebel." : retuschering för finska förhållanden / af E.v.W. Åbo. 1907. Libris 3164318
- Åbo akademi-fråga : en relation och ett program : broschyren utarbetad på föranstaltande av Åbo akademi-komité. Åbo. 1911. Libris 3164325 - Utgiven anonymt.
- Finlands erövring och världspolitiken för hundra år sedan. Åbo: Åbo tryckeri och tidning. 1913. Libris 2675924
- Åländska spörsmål... Frågor för dagen, 99-0578548-5 ; 21. Helsingfors. 1919. Libris 2837666
- Den nya regimen vid Svenska teatern : en kritisk studie. Helsingfors: Schildt. 1923. Libris 3164316
- Ett politiskt aktstycke af september 1918 : en "P. M." jämte inramning. Helsingfors. 1923. Libris 3164319
- Svenskt och finskt i Finland. Helsingfors. 1925. Libris 3164322 - Ur Svenska Dagbladet 1925-08-22.
- Carl Alex. Armfelt : en biografisk vy. Helsingfors. 1926. Libris 3164305
- En grotesk "Glozel-affär" för tvåhundra år sedan : ett sällsamt kapitel ur vetenskapsbedrägeriernas historia. Helsingfors. 1928. Libris 3164312 - Angående G. L. Hübers Lithographiae Wirceburgensis ... specimen primum. - Ur Finsk tidskrift.
- Där Fältskärns berättelser föddes : en miljö- och idé-studie. Helsingfors. 1929. Libris 3164306 - Ur Lucifer.
- Ett märkligt konstverk i Mänttä-galleriet. Helsingfors. 1930. Libris 3164315 - Behandlar Nedtagningen från korset en Roger van der Wyden-tavla i Gösta Serlachius-samlingen i Mänttä.
- Vi och vår framtid : festtal vid Svenska dagens högtidlighet i Tammerfors 6 november 1929. Helsingfors. 1930. Libris 3164324
- Salutorgets problem : huvudstadens främsta stadsbild och dess framtid : en studie i ord och bild. Helsingfors. 1932. Libris 3164321
- Från akademiplanernas första tider : erinringar till 25-årsdagen av akademimötet i Åbo den 12 januari 1908 och Åbo akademikommittés tillkomst. Helsingfors. 1933. Libris 3164310 - Ur Finsk tidskrift.
- Samnordisk orientering. Nyköping: Södermanlands Läns Tidning. 1937. Libris 1381289 - Ur Södermanlands läns tidning 1936-07-24.
- Från lärdomssätet vid Auras strand till biskopssätet i Härnösand. Helsingfors. 1938. Libris 3164311 - Utvidgat särtryck ur Astra 18.6.1938.
- Tidigare skeden i Ålands befästningsfråga. [Viborg]. 1938. Libris 3164323

### Utgivare
- Svenska skalders sånger till vinets lof. Helsingfors: Hagelstam. 1902. Libris 2219259
- Debatter och förhållanden vid representationsförändringen i Sverige 1865 : en sammanställning. Helsingfors: Helios. 1906. Libris 2063082
- Widerberg, Henriette (1924). Henriette Widerberg : "tonernas härskarinna,lidelsernas slav"  : en skådespelerskas minnen / i redigering och med en levnadsteckning av Ernst von Wendt. Stockholm: Bonnier. Libris 284538

### Tolkningar
- Kärlek och vår i Japan : japanska dikter i svensk omklädnad. Stockholm: Norstedt. 1925. Libris 1484259
- Karkoff, Maurice (1986). Kärlek och vår i Japan : fem sånger för damröst, flöjt, klarinett, gitarr och slagverk  : opus 161 / Maurice Karkoff ; japanska dikter i svensk omklädnad av Ernst von Wendt. Stockholm: Svensk Musik. Libris 3310915